# 高田駒次郎
高田 駒次郎（たかだ こまじろう、1930年1月3日 -1992年9月18日）は、元西南学院大学教授。福岡県太宰府市に生まれる。会計学を専門とする学者。

## 学歴および職歴
- 1948年03月　福岡県立筑紫丘高等学校卒業
- 1953年03月　西南学院大学学芸学部（後に文商学部と改称）卒業（商学士）
- 1953年04月　福岡経理専門学校（教員）
- 1959年03月　神戸大学大学院経営学研究科修士課程修了（経営学修士）
- 1959年04月　福岡経理専門学校（教員）
- 1964年04月　鹿児島県立短期大学商経科（講師）
- 1967年04月　西南学院大学商学部講師
- 1968年12月　西南学院大学商学部助教授
- 1973年10月　西南学院大学商学部教授
- 1975年07月　西南学院大学商学部商学科主任併任［1977年 6月まで］
- 1979年07月　西南学院大学商学部商学科主任併任［1981年 6月まで］
- 1985年07月　西南学院大学大学院経営学研究科長併任［1989年 6月まで］
- 1989年07月　在外研究（短期・欧米各国）［1989年 9月まで］
- 1991年07月　西南学院大学商学部長併任

## 学会および社会における活動等
- 1964年 6月　日本会計研究学会会員
- 1967年10月　日本経営学会会員

その他、九州六大学野球連盟理事・理事長を歴任。全日本大学野球連盟評議員。

## 信仰歴
- 1958年 7月20日　キリスト教入信
- 1992年 9月18日午後 8時13分、肝不全のため福岡市中央区浜の町病院にて召天。62歳。